# Giro delle Fiandre 2011
Il Giro delle Fiandre 2011, novantacinquesima edizione della corsa e valida come settima prova dell'UCI World Tour 2011, si è disputato il 3 aprile 2011, per un percorso di 258 km. Il corridore belga Nick Nuyens della Saxo Bank-Sungard si è imposto in volata con il tempo di 6h00'42".

## Percorso
Lungo 258 km, ha previsto la partenza a Bruges e l'arrivo a Ninove. Lungo il percorso si trovavano 18 asperità, i cosiddetti "muri" tipici delle classiche del nord e quattordici tratti in pavé. Erano presenti le salite storiche del Koppenberg, del Molenberg, del Muro di Grammont e il Bosberg.

### Muri
| Numero | Nome           | Chilometro | Fondo stradale | Lunghezza (m) | Pendenza media (%) |
| ------ | -------------- | ---------- | -------------- | ------------- | ------------------ |
| 18     | Tiegemberg     | 70         | asfalto        | 750           | 5,6                |
| 17     | Nokereberg     | 80         | pavé           | 350           | 5,7                |
| 16     | Rekelberg      | 127        | asfalto        | 800           | 4                  |
| 15     | Kaperij        | 139        | pavé           | 1000          | 5,5                |
| 14     | Kruisberg      | 154        | asfalto        | 1100          | 6                  |
| 13     | Knokteberg     | 164        | asfalto        | 1100          | 8                  |
| 12     | Oude Kwaremont | 171        | pavé           | 2200          | 4                  |
| 11     | Paterberg      | 175        | pavé           | 360           | 12,9               |
| 10     | Koppenberg     | 181        | pavé           | 600           | 11,6               |
| 9      | Steenbeekdries | 187        | pavé           | 700           | 5,3                |
| 8      | Taaienberg     | 190        | pavé           | 530           | 6,6                |
| 7      | Eikenberg      | 194        | pavé           | 1100          | 6,2                |
| 6      | Molenberg      | 209        | pavé           | 463           | 7                  |
| 5      | Leberg         | 216        | asfalto        | 950           | 4,2                |
| 4      | Valkenberg     | 225        | asfalto        | 875           | 6,1                |
| 3      | Tenbosse       | 232        | asfalto        | 455           | 6,4                |
| 2      | Muur-Kapelmuur | 242        | pavé           | 475           | 9,3                |
| 1      | Bosberg        | 246        | pavé/asfalto   | 980           | 5,8                |

## Squadre e corridori partecipanti
| N.      | Cod. | Squadra                |
| ------- | ---- | ---------------------- |
| 1-8     | LEO  | Team Leopard-Trek      |
| 11-18   | GRM  | Team Garmin-Cervélo    |
| 21-28   | VCD  | Vacansoleil-DCM        |
| 31-38   | QST  | Quickstep Cycling Team |
| 41-48   | OLO  | Omega Pharma-Lotto     |
| 51-58   | RAB  | Rabobank Cycling Team  |
| 61-68   | THR  | HTC-Highroad           |
| 71-78   | BMC  | BMC Racing Team        |
| 81-88   | SBS  | Saxo Bank-Sungard      |
| 91-98   | SKY  | Sky Procycling         |
| 101-108 | LIQ  | Liquigas-Cannondale    |
| 111-118 | RSH  | Team RadioShack        |
| 121-128 | ALM  | AG2R La Mondiale       |

| N.      | Cod. | Squadra                  |
| ------- | ---- | ------------------------ |
| 131-138 | AST  | Pro Team Astana          |
| 141-148 | KAT  | Katusha Team             |
| 151-158 | LAM  | Lampre-ISD               |
| 161-168 | MOV  | Movistar Team            |
| 171-178 | EUS  | Euskaltel-Euskadi        |
| 181-188 | LAN  | Landbouwkrediet          |
| 191-198 | TSV  | Topsport Vlaanderen      |
| 201-208 | VWA  | Veranda's Willems-Accent |
| 211-218 | COF  | Cofidis                  |
| 221-228 | FDJ  | FDJ                      |
| 231-238 | SKS  | Skil-Shimano             |
| 241-248 | EUC  | Team Europcar            |

## Resoconto degli eventi
Le prime tre ore della gara, partita da Bruges, furono caratterizzate da una fuga di cinque corridori, i britannici Jeremy Hunt (Sky) e Roger Hammond (Team Garmin-Cervélo), il francese Sébastien Turgot (Europcar), l'australiano Mitchell Docker (Skil-Shimano) e l'olandese Stefan van Dijk (Veranda's Willems-Accent). I cinque guadagnarono fino a 8 minuti, ma al chilometro 170, in corrispondenza dell'Oude Kwaremont e a 86 km dall'arrivo, furono gradualmente ripresi, con il gruppo che arrivò compatto ai piedi del Koppenberg. Il muro fu superato senza problemi dal gruppo e dai principali favoriti che restarono tutti nelle prime posizioni; allo scatto di Simon Clarke (Astana) risposero il francese Sylvain Chavanel (Quickstep), l'olandese Lars Boom (Rabobank) e il norvegese Edvald Boasson Hagen (Sky).
I quattro guadagnarono 20 secondi sul gruppo, ridotto ormai a 50 unità, e si aggiunsero loro anche Greg Van Avermaet, Tom Leezer, Mathew Hayman e Frédéric Guesdon; gli otto fuggitivi affrontarono il Molenberg e, proprio su questo muro, attaccò Chavanel che riuscì a staccare i compagni di fuga e guadagnare un minuto in poco più di sette chilometri. Sul Leberg, Tom Boonen (Quickstep) piazzò un attacco per togliersi di ruota i rivali: riuscirono a rispondere efficacemente solo Filippo Pozzato (Katusha Team) e Fabian Cancellara (Team Leopard-Trek). Lo svizzero approfittò a sua volta dell'attacco del belga e riuscì a staccare tutti, riprendendo facilmente i contrattaccanti e raggiungendo ai meno 32 Chavanel.
Li inseguirono un gruppetto composto da Boonen, Pozzato, Björn Leukemans, Boom, Van Avermaet e Boasson Hagen, con il vantaggio dei fuggitivi che aumentò fino al minuto. Cancellara, dopo aver tirato per più di 30 chilometri senza ricevere alcun cambio da Chavanel, non riuscì a rifornirsi, rimanendo senz'acqua. Al momento di affrontare il Muro di Grammont, a 16 chilometri dal traguardo, lo svizzero accusò i crampi, il vantaggio dei due si consumò in pochissimi chilometri e furono ripresi a metà muro da un gruppetto di cui facevano parte anche il belga Nick Nuyens (Team Saxo Bank), Alessandro Ballan (BMC Racing Team) e Philippe Gilbert (Omega Pharma-Lotto).
Sul Bosberg Gilbert attaccò e riuscì a guadagnare qualche secondo insieme a Ballan, staccando Cancellara e Boonen, ma fu rapidamente ripreso dopo un'azione di pochi chilometri. Il gruppo procedette compatto fino a 3 chilometri dal traguardo, quando Cancellara, ripresosi dalla crisi, lanciò un secondo attacco a cui reagirono solo Chavanel e Nuyens, che una settimana prima aveva vinto a Waregem la Dwars door Vlaanderen. I tre riuscirono a guadagnare una manciata di secondi e ad arrivare al traguardo: Cancellara lanciò la volata, ma fu saltato da Chavanel e Nuyens, che si giocarono la vittoria. Alla fine a spuntarla fu il belga Nick Nuyens, che andò così a vincere il suo primo Giro delle Fiandre.

## Ordine d'arrivo (Top 10)
| Pos. | Corridore           | Squadra        | Tempo    |
| ---- | ------------------- | -------------- | -------- |
| 1    | Nick Nuyens         | Saxo Bank      | 6h00'52" |
| 2    | Sylvain Chavanel    | Quickstep      | s.t.     |
| 3    | Fabian Cancellara   | Leopard        | s.t.     |
| 4    | Tom Boonen          | Quickstep      | a 2"     |
| 5    | Sebastian Langeveld | Rabobank       | a 5"     |
| 6    | George Hincapie     | BMC            | s.t.     |
| 7    | Björn Leukemans     | Vacansoleil    | s.t.     |
| 8    | Staf Scheirlinckx   | Veranda's Wil. | s.t.     |
| 9    | Philippe Gilbert    | Omega Pharma   | s.t.     |
| 10   | Geraint Thomas      | Sky            | s.t.     |

## Punteggi UCI
| Pos. | Corridore           | Squadra      | Punti |
| ---- | ------------------- | ------------ | ----- |
| 1    | Nick Nuyens         | Saxo Bank    | 100   |
| 2    | Sylvain Chavanel    | Quickstep    | 80    |
| 3    | Fabian Cancellara   | Leopard      | 70    |
| 4    | Tom Boonen          | Quickstep    | 60    |
| 5    | Sebastian Langeveld | Rabobank     | 50    |
| 6    | George Hincapie     | BMC          | 40    |
| 7    | Björn Leukemans     | Vacansoleil  | 30    |
| 8    | Philippe Gilbert    | Omega Pharma | 10    |
| 9    | Geraint Thomas      | Sky          | 4     |

| Pos. | Squadra                | Punti |
| ---- | ---------------------- | ----- |
| 1    | Quickstep Cycling Team | 140   |
| 2    | Saxo Bank-Sungard      | 100   |
| 3    | Team Leopard-Trek      | 70    |
| 4    | Rabobank Cycling Team  | 50    |
| 5    | BMC Racing Team        | 40    |
| 6    | Vacansoleil-DCM        | 30    |
| 7    | Omega Pharma-Lotto     | 10    |
| 8    | Sky Procycling         | 4     |

| Pos. | Nazione     | Punti |
| ---- | ----------- | ----- |
| 1    | Belgio      | 200   |
| 2    | Francia     | 80    |
| 3    | Svizzera    | 70    |
| 4    | Paesi Bassi | 50    |
| 5    | Regno Unito | 4     |